# Si Paris nous était conté
Pour plus de détails, voir Fiche technique et Distribution.
Si Paris nous était conté est un film français en couleurs réalisé par Sacha Guitry en 1955.
Son film précédent, Si Versailles m'était conté... lui a servi de modèle.

## Synopsis
L'histoire de Paris, de ses origines à 1955, racontée à de jeunes étudiants par Sacha Guitry, sous forme de « déclaration d'amour lucide », et en réaction à des ouvrages d'histoire, qui « sont au fond très ennuyeux ». 
Après une évocation des différentes périodes d'occupation de la ville par des troupes ennemies, sont notamment évoqués la première rencontre de Charles VII (Paul Colline) et d'Agnès Sorel (Danielle Darrieux), la création de l'imprimerie sous l'impulsion de Louis XI (Sacha Guitry), le Louvre au temps de François Ier (Jean Marais), le vol de la Joconde, la nuit de la Saint-Barthélemy, l'assassinat d'Henri III (Jean Weber) par un moine fanatique, l'abjuration d'Henri IV (Jean Martinelli) à la prière de sa maîtresse Gabrielle d'Estrées (Michèle Morgan), l'embastillement du conseiller Broussel (Pierre Larquey), du jeune Voltaire (Bernard Dhéran), de l'homme au Masque de Fer, et les évasions de Latude (Robert Lamoureux), les salons littéraires de Mmes Geoffrin (Jeanne Boitel) et d'Epinay (Suzanne Dantès), le règne de Rose Bertin (Sophie Desmarets) sur la mode 1780, l'agonie de Voltaire (Jacques de Féraudy) et son enterrement à la sauvette, la prise de la Bastille commentée par Beaumarchais (Aimé Clariond), l'exécution de Louis XVI (Gilbert Boka) et le procès de Marie-Antoinette (Lana Marconi), les soirées littéraires au Café Procope, la Commune de Paris, l'affaire Dreyfus, les premières de Louise et de Cyrano de Bergerac, la découverte du vaccin antirabique par Pasteur, la place du Tertre à Montmartre...
Le film est traversé par la présence du poète qui chante Paris, interprété par Gérard Philipe.

## Fiche technique
- Réalisation : Sacha Guitry
- Réalisateur adjoint : Eugène Lourie
- Scénario, adaptation et dialogues : Sacha Guitry
- Assistants réalisateurs : Jean Vivet, Daniel Aubry
- Images : Philippe Agostini
- Opérateur : Jean-Marie Maillols Raymond Letouzey, assistés de Georges Barsky
- Musique : Jean Françaix
- Direction musicale : Marc Lanjean
- Décors : René Renoux, Henri Schmitt, assistés de Pierre Tyberghein
- Costumes : Monique Dunan, Jacques Cottin
- Robes : Maggy Rouff
- Montage : Paulette Robert, Nadine Marquand
- Son : Joseph de Bretagne, Emile Lagarde
- Maquillage : Simone Knapp, Monique Archambault
- Coiffure : Alex Archambault
- Photographe de plateau : Jean Klissak
- Script-girl : Francine Corteggiani
- Régisseur général : André Chabrol, assisté de Roger Rosen
- Pellicule 35 mm Ratio : 1,37:1 couleur par Eastmancolor
- Tournage du 18 août au 10 novembre 1955
- Producteurs délégués : Alain Poiré, Henry Deutschmeister
- Producteur exécutif : Clément Duhour
- Directeur de production : Gilbert Bokanowski
- Administrateur de production : Pierre Aubart
- Production : C.L.M - Gaumont - Franco London Films (France)
- Distribution : gaumont
- Durée : 130 min
- Genre : Comédie dramatique et historique
- Première présentation le 27 janvier 1956

## Distribution

### Première Distribution
- Françoise Arnoul : Duchesse de L... (Duchesse de Bassano)
- Jeanne Boitel : Mme Geoffrin et Sarah Bernhardt
- Gilbert Bokanowski : le roi Louis XVI et Hugues Aubriot
- Julien Carette : un cocher
- Danielle Darrieux : Agnès Sorel
- Sophie Desmarets : Rose Bertin
- Clément Duhour : Aristide Bruant
- Sacha Guitry : Louis XI et le narrateur
- Odette Joyeux : La Passementière
- Robert Lamoureux : Latude
- Pierre Larquey : Pierre Broussel
- Jean Marais : François Ier
- Jean Martinelli :  Henri IV et Firmin Lefebvre
- Lana Marconi : la reine Marie-Antoinette
- Michèle Morgan : Gabrielle d'Estrées
- Jean Parédès : le premier médecin
- Gisèle Pascal : Comtesse de G... (Comtesse de Montebello)
- Gérard Philipe : Le Trouvère
- Simone Renant : Marquise de V... (Marquise de La Tour-Maubourg)
- Renée Saint-Cyr : l’impératrice Eugénie
- Jean Tissier : le gardien du musée Carnavalet

### Deuxième Distribution
- Andrex : Paulus
- Antoine Balpêtré : Paul Verlaine
- René Blancard : Aubineau
- Pauline Carton : La Bouquiniste
- Aimé Clariond : Beaumarchais
- Paul Colline : Charles VII
- Suzanne Dantès : Mme d'Épinay
- Jean Debucourt : Philippe de Commynes
- Jean-Jacques Delbo : Monsieur de la Personne
- Bernard Dhéran : Voltaire jeune
- Denis d'Inès : Fontenelle
- Henri Doublier : un dominicain
- Émile Drain : Victor Hugo
- Pierre Dudan : un manifestant
- Jacques Dumesnil : le cardinal de Richelieu
- Catherine Erard : La journaliste
- Maurice Escande : le baron de Grimm
- Jacques de Féraudy : Voltaire
- Michel François : le cinquième visiteur
- Louis de Funès : Antoine Allègre
- Jeanne Fusier-Gir : L'Aubergiste
- Gilbert Gil : Molière
- François Guérin : 1er visiteur
- Marguerite Jamois : Anne de Savoie
- Roland Lesaffre : 1er Royaliste
- Robert Manuel : Gustave Flaubert
- Jacques Morel : le gouverneur Jordan de Launay
- Lucien Nat : Montesquieu
- Claude Nollier : Anne d'Autriche
- Pierre Palau : un moine
- Jean Paqui : le Comte d'Orgeix
- Simone Paris : une Dame au Louvre
- Marguerite Pierry : Caroline Delanoy, ancienne cocotte, centenaire
- Jacqueline Plessis : La Reine Éléonore
- Odile Rodin : La Princesse d'Essling
- Claude Sylvain : Catherine de Médicis jeune
- Pierre Vaneck : François Villon
- Jean Weber : Henri III
- Paul Fort : Paul Fort, Prince des Poètes
- Maurice Utrillo : Utrillo

### Troisième Distribution
- Siren Adjemova : la Baronne de Pierres
- Jean-Marc Anthony : un Lieutenant de police
- Fernand Bellan : Tristan l'Hermite et Fouquier-Tinville
- Henri Belly : un valet
- Roland Bourdin : un visiteur
- Henri Bosc : M. de Vendeuvres
- Alain Bouvette : M. Duval
- Wladimir Brzosko : Nijinski
- Laurent Capelli : un visiteur
- Brigitte Segui de Carreras : une femme ravissante
- André Chanu : Sully
- René Charles : le gouverneur Pierre Baisle
- Pierre Darcey : Jules César
- Micheline Dax : Yvette Guilbert
- Paul Demange : M. Thiers
- Jacques Derives : un officier municipal
- Germaine Dermoz : Catherine de Médicis
- Jean Dunot : un moine et un médecin
- René Dupuy : M. Durand
- Albert Duvaleix : Béranger
- Jim Gérald : un cocher
- Lucienne Granier : la provinciale élégante
- Gisèle Grandpré : la marquise de Sévigné
- Janine Grenet : Marguerite de Valois
- Françoise Jacquier : une amoureuse
- Henri Jadoux (au générique : Pierre Jadoux) : Jacques Callot
- Ariane Lancel : Diane de Poitiers
- René Lefèvre-Bel : D'Alembert
- Maria Lopez : la marquise de Las Marismas
- Marcel Lupovici : Marcel Paul
- Pierre Massimi : un photographe
- Albert de Médina : Paul Tabout
- Annie Monnier
- Hubert Noël : un jeune homme
- Nadine Olivier : la duchesse d'Étampes
- Xénia Palley : Karsavina
- Léna Pastor : Marthe Rioton
- Josette Privat : une servante
- Jacques Ralph : un gardien de prison
- Jean-François Rémi : Mazarin
- Philippe Richard : Louis Philippe
- André Roanne : Diderot
- Catherine Romane : une jolie femme
- Madeleine Rousset : une jolie femme
- Roger Royer : un officier de police
- Serge Sauvion : un officier de police
- Georges Spanelly : Bourgoin
- Alice Tissot : Mme Denis
- Irène Tunc : la Comtesse de Malazet
- Pierre-Jean Vaillard : Coitier
- Jacques Varennes : Édouard Scherer
- Jeanne Véniat : Mme Lefebvre, la mère de Firmin
- Pierre Would

### Non Crédités
- Marie-Thérèse Albéric
- Martine Alexis
- Louis Arbessier : Louis XIII
- Alex Archambault : Léonard
- Bob d'Arcy : un gardien
- Florence Arnaud : la comtesse de Marsénia
- Francis Aubert : le critique inconnu
- Antoine Baud : un royaliste
- Edmond Beauchamp : un révolutionnaire
- Philippe Béharn : un gardien-chef
- René Bernard : Ravaillac
- M. Berryer : un gardien-chef
- René Berthier
- Jacques Bertrand : Mirabeau
- Georges Bever : Gustave Henri et un médecin
- Gérard Bokanowski : Henri III, enfant
- Jean-Marie Bon : un drille
- Catherine Brieux
- Michèle Cancre : la comtesse d'Orgeix
- Jacqueline Cartier : une femme couchée
- Denise Carvenne : Mme Élisabeth
- Claudy Chapeland : Louis XIII, enfant
- Charley : un drille
- Amédée : un pêcheur
- Louise Chevalier : une visiteuse
- Ferna Claude : une tricoteuse
- Pierre Collet
- Sylviane Contis : Jeanne d'Arc
- Jean-Paul Coquelin : Maurice de Féraudy interprétant Mascarille
- Henri Coutet : un consommateur
- Mary Cress
- Georges Cusin : un pêcheur
- Max Dalban : Jules Villé
- Darbe : un juré
- Mme Damien : Mme Bertrand
- Guy Denancy : un royaliste
- Chantal Després
- Jean Droze : Hubert, Un révolutionnaire qui compose ah ! ça ira
- Jean-Pierre Duclos : Gustave, un monsieur au Louvre
- Raymond Eudé : un gentilhomme
- Jean-Marie Fertey : Jasmin
- Jean Filliez
- Marie Francey : une religieuse et une bourgeoise
- Gaulin : le gouverneur Berryer
- Émile Genevois : un pêcheur
- René Génin : le patron menuisier
- Paul Guers : le Comte de Villars
- Yvonne Hebert : une visiteuse
- Frédérique Hébrard : une dame d'honneur de l'Impératrice Eugénie
- René Hell
- Robert Hennery : un apothicaire
- Guy-Henry : Samson
- Bob Ingarao : un drille
- Raymond Isella : Napoléon III
- Charles Lahet : Pasteur
- Germaine Ledoyen
- Gauthier Leroy : un grand seigneur
- Lopez : Bonaparte
- Pierre Lord : un chirurgien
- Jacques Maffioly : un juré
- Fabiène Mai : une religieuse
- Guy Mairesse : un prêtre
- Jacques Mancier : M. de Villette
- Guy Marly : un révolutionnaire
- Félix Marten : le marquis de Mirabeau
- Michel Maurette : un promeneur
- Mauroy : Valère
- Albert Michel : Jacques Francis, un consommateur
- Max Montavon
- Mme de Morlaix
- Gilbert Moryn : Danton
- Maria Nelson : Charlotte Corday
- André Numès Fils : un parisien moyen
- Pallazolo : Toulouse-Lautrec
- Marcel Perès : Herman
- Claudie Petit : une dame au bal
- Josette Pierson
- Joël Plouvin : un visiteur
- Stéphane Prince : un étudiant
- Guy Provost : un ouvrier
- Guy Rapp : Marat
- Marcel Rey : Victor
- Jean-Marie Robain
- Bernard Roland : un amoureux
- Marcel Rouzé : le laquais de Beaumarchais
- Louis Saintève : un homme
- Jacques Sancerre : Camille Desmoulins
- Alice Sapritch : dame de la Cour
- Alain Saury : Arsène, Un révolutionnaire qui compose ah ! ça ira
- Georges Tat
- B. de Trevis : le monsieur élégant
- Pierre Vernay : Henri II
- Maria de Verneuil : dame de la Cour
- Louis Viret : un gardien de prison
- Claude Viriot : Victor Hugo (dans une séquence)
- Dominique Viriot : Louis XIV, enfant
- Léon Walther : le royaliste interpellant Beaumarchais

## Autour du film
Sacha Guitry s'est bien entendu, comme il en prévient au début les spectateurs, arrangé avec l'Histoire :
- Lorsque le roi Charles VII rencontre Agnès Sorel et en fait sa maîtresse, cette dernière lui dit qu'ils sont en l'an 1432, ce qui est impossible car cette année-là elle n'avait que dix ans.
- Après la défaite de Sedan, on peut voir Victor Hugo écrire « vous n'obligerez jamais Paris à s'incliner devant les passementeries de l'étranger », or la phrase exacte est « Mais vous ne pouvez pas forcer Paris à admirer la passementerie de l'étranger » extraite de son œuvre Actes et paroles.
- Guitry fait dire au personnage de Fontenelle qu'il a 102 ans. Or Fontenelle est mort à 99 ans.
- Guitry fait dire à Paul Verlaine une partie de son poème Green, mais il prononce « et qu'à vos yeux si purs » au lieu de « et qu'à vos yeux si beaux ».
- Guitry fait de Pierre Broussel le gouverneur de la Bastille après y avoir été détenu. Or, c'est son fils Louvière Broussel qui a été nommé.
- Guitry fait de Jourdan le successeur de Pierre Broussel alors qu'il n'apparaît que bien plus tard dans la liste des gouverneurs de la Bastille poste auquel il a été nommé deux fois.